# Medagliere dei XIX Giochi olimpici invernali
Il medagliere dei XIX Giochi olimpici invernali è una lista che riporta il numero di medaglie ottenute dai comitati olimpici nazionali presenti ai Giochi olimpici invernali di Salt Lake City 2002, che si sono tenuti dall'8 febbraio al 24 febbraio 2002. Un totale di 2 399 atleti, provenienti da 77 nazioni, ha partecipato a 78 diversi eventi sportivi, relativi a quindici discipline.

## Medagliere
Nazione ospitante 
| Pos.   | Paese         | Oro | Argento | Bronzo | Totale |
| ------ | ------------- | --- | ------- | ------ | ------ |
| 1      | Norvegia      | 13  | 5       | 7      | 25     |
| 2      | Germania      | 12  | 16      | 8      | 36     |
| 3      | Stati Uniti   | 10  | 13      | 11     | 34     |
| 4      | Canada        | 7   | 3       | 7      | 17     |
| 5      | Russia        | 5   | 4       | 4      | 13     |
| 6      | Francia       | 4   | 5       | 2      | 11     |
| 7      | Italia        | 4   | 4       | 5      | 13     |
| 8      | Finlandia     | 4   | 2       | 1      | 7      |
| 9      | Paesi Bassi   | 3   | 5       | 0      | 8      |
| 10     | Austria       | 3   | 4       | 10     | 17     |
| 11     | Svizzera      | 3   | 2       | 6      | 11     |
| 12     | Croazia       | 3   | 1       | 0      | 4      |
| 13     | Cina          | 2   | 2       | 4      | 8      |
| 14     | Corea del Sud | 2   | 2       | 0      | 4      |
| 15     | Australia     | 2   | 0       | 0      | 2      |
| 16     | Rep. Ceca     | 1   | 2       | 0      | 3      |
| 17     | Estonia       | 1   | 1       | 1      | 3      |
| 18     | Gran Bretagna | 1   | 0       | 1      | 2      |
| 19     | Svezia        | 0   | 2       | 5      | 7      |
| 20     | Bulgaria      | 0   | 1       | 2      | 3      |
| 21     | Giappone      | 0   | 1       | 1      | 2      |
| 21     | Polonia       | 0   | 1       | 1      | 2      |
| 23     | Bielorussia   | 0   | 0       | 1      | 1      |
| 23     | Slovenia      | 0   | 0       | 1      | 1      |
| Totale | Totale        | 80  | 76      | 78     | 234    |